# Taktält

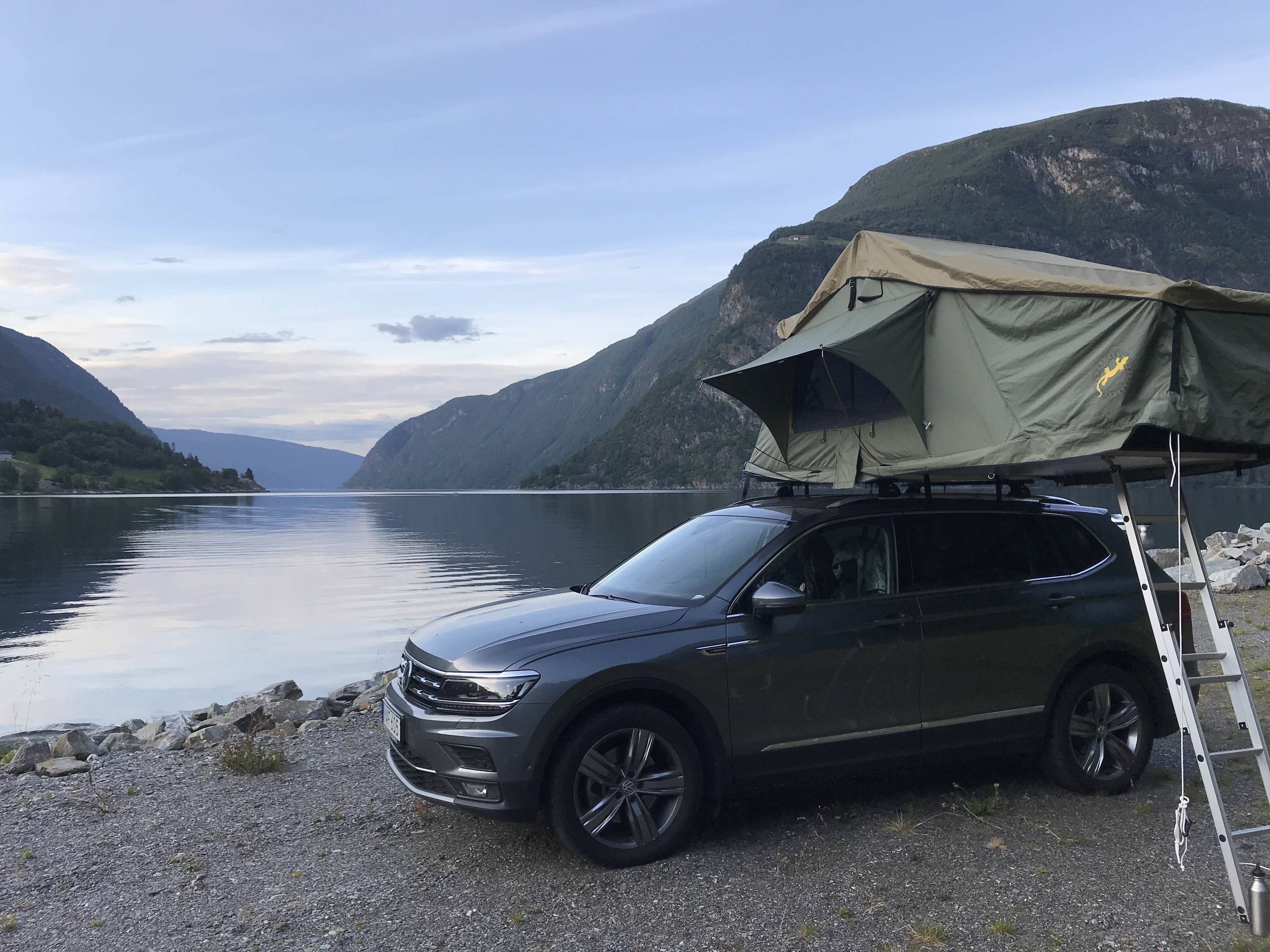
Ett taktält av mjukskal-modell monterat på en Tiguan Allspace.

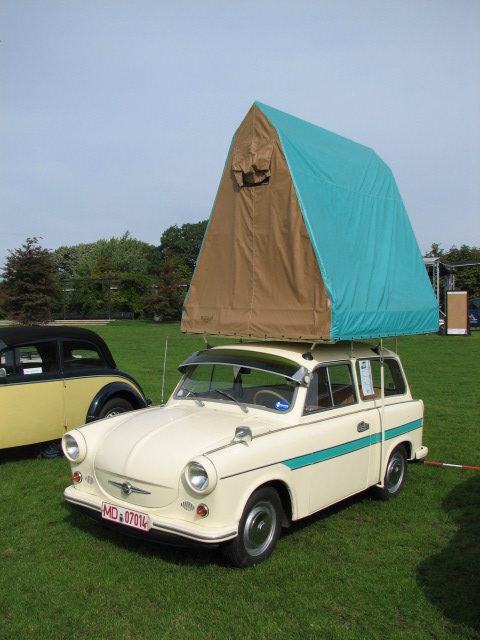

Ett taktält är ett tält som kan monteras på taket på en bil. Tältet kan användas för att sova i och man behöver oftast en stege för att nå tältet. Taktältet skruvas oftast fast på bilens takräcken. I och med att marken inte behöver vara helt plan går taktält till skillnad från vanliga tält att slå upp på de flesta ytor, så länge det går att komma fram med bil. En annan skillnad mot vanliga tält är att taktält blir varmare på grund av att de inte utsätts för kylan från marken.
Taktält ses ofta på expeditionsbilar som Land Cruiser, Patrol, Landrovers och Jeepar men går att montera och använda på de flesta bilar. Det finns till exempel de som sätter taktält på små bilmodeller som Porsche och Fiat Panda.

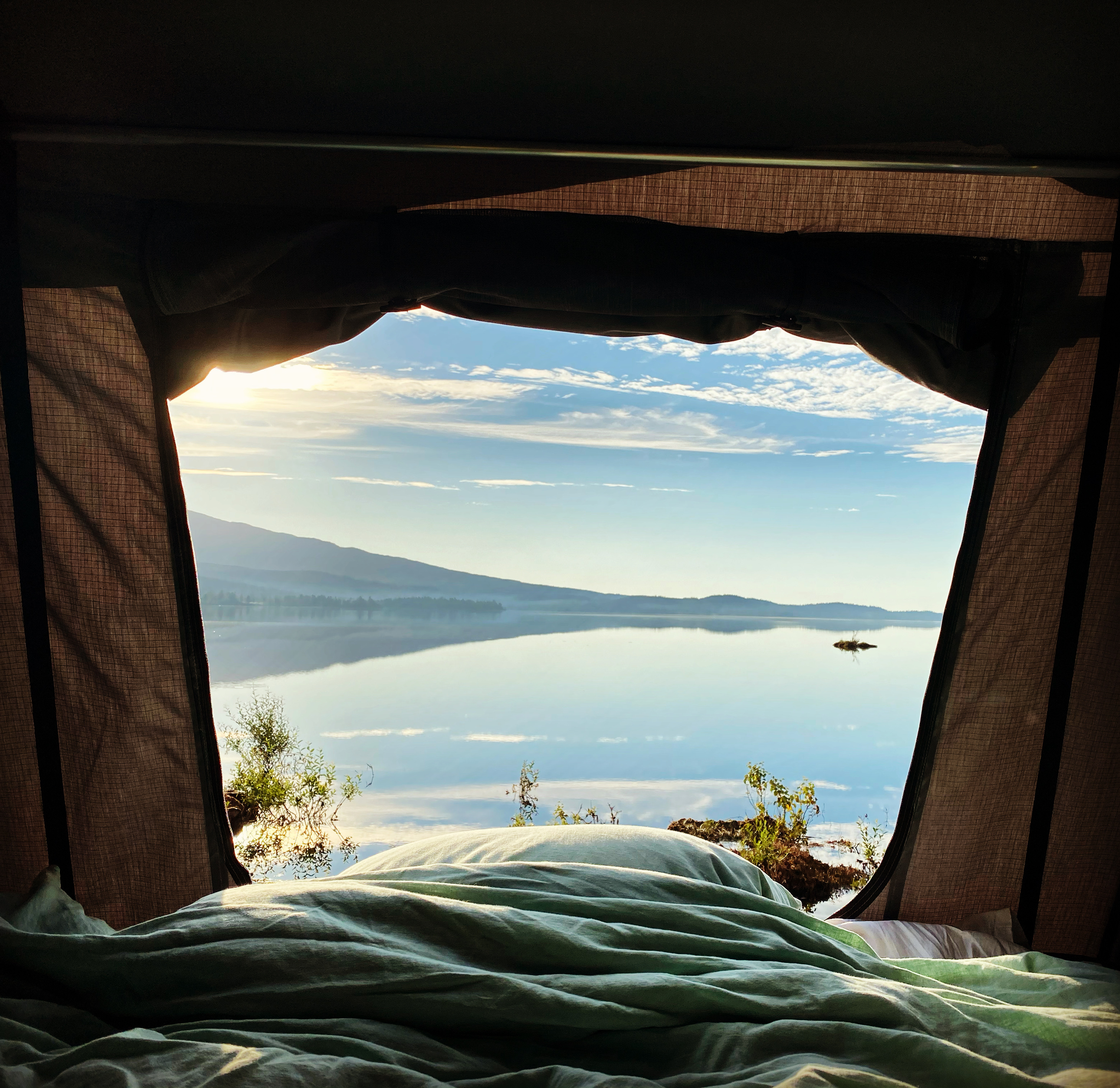
Utsikt uppifrån ett taktält över en sjö

## Taktältets historia
De första taktälten dök upp i Europa på 1930-talet.  De blev senare populära i dåvarande Östtyskland där de såldes som tillbehör till de karaktäristiska Trabanterna.
I slutet av 1950-talet utvecklades både hårdskal- och mjukskalmodeller av taktält i Italien som i mångt och mycket liknar de taktält som säljs i dag. De båda modellerna lanserades samtidigt och blev gradvis populärare bland allmänheten. När äventyraren och fotografen Nino Cirani började använda ett taktält på sin Land Rover på sina resor blev taktälten populära på bilexpeditioner och äventyr. 
Sedan dess har taktält varit ett vanligt inslag på större fyrhjulsdrivna expeditionsfordon som Land Rovers och Jeepar. Framför allt i länder med varmt klimat där det också ofta finns en poäng i att komma upp från marken för att skydda sig mot vilda djur. De är populära att resa runt med i Australien och på Nya Zeeland.   

## Olika typer av taktält
Det finns i huvudsak två typer av taktält. Dessa kallas mjukskal och hårdskal. Det finns även hybridvarianter av dessa två. Gemensamt för alla modeller är att de är utrustade med en madrass på botten och att man kan lämna kvar täcken och kuddar uppe i taktältet när man fäller ihop det.
Mjukskal liknar till utseendet ett vanligt tält när det är uppfällt. Det fälls ut likt en solfjäder på några sekunder genom att man tar tag i stegen och drar upp bottenplattan. Stegen stöttar sedan upp den del av tältets botten som ligger utanför biltaket.
Hårdskalsmodeller av taktält som ser ut som en låda som fälls upp ur en takbox. De går något snabbare att fälla upp och ihop än mjukskalsmodellerna eftersom de använder gasfjädrar som reser taktältet automatiskt när takboxens spärrar lossas.
Taktälten kan monteras på de flesta bilar med takräcken. Det som behöver kontrolleras är att biltakets och takräckenas maxvikt klarar av den totala vikten av taktältet. Maxvikten ligger oftast i spannet 75-100 kg för de flesta personbilar och takräckessystem. Denna viktgräns kallas "dynamisk vikt" och anger vad biltaket klarar av under transport.
Enkelheten och den relativa bekvämligheten jämfört med vanliga tält har gjort att taktält blivit ett alternativ också för människor som vill ha bekvämare camping- och friluftsliv, så kallad glamping.